# Rhinopias
Genre
Rhinopias est un genre de poissons de la famille des Scorpaenidae.

## Liste des espèces
Selon World Register of Marine Species (22 janv. 2017) :
- Rhinopias aphanes Eschmeyer, 1973 -- Mer de corail
- Rhinopias argoliba Eschmeyer, Hirosaki & Abe, 1973 -- Japon
- Rhinopias cea Randall & DiSalvo, 1997 -- Île de Pâques
- Rhinopias eschmeyeri Condé, 1977 -- Indo-Pacifique tropical
- Rhinopias frondosa (Günther, 1892) -- Indo-Pacifique tropical
- Rhinopias xenops (Gilbert, 1905) -- Mer de Chine, Japon et Hawaii

L'espèce Rhinopias filamentosus (Fowler, 1938) a été déplacée dans un autre genre et est devenue Hipposcorpaena filamentosus (Philippines, Indonésie et Papouasie Nouvelle-Guinée). 

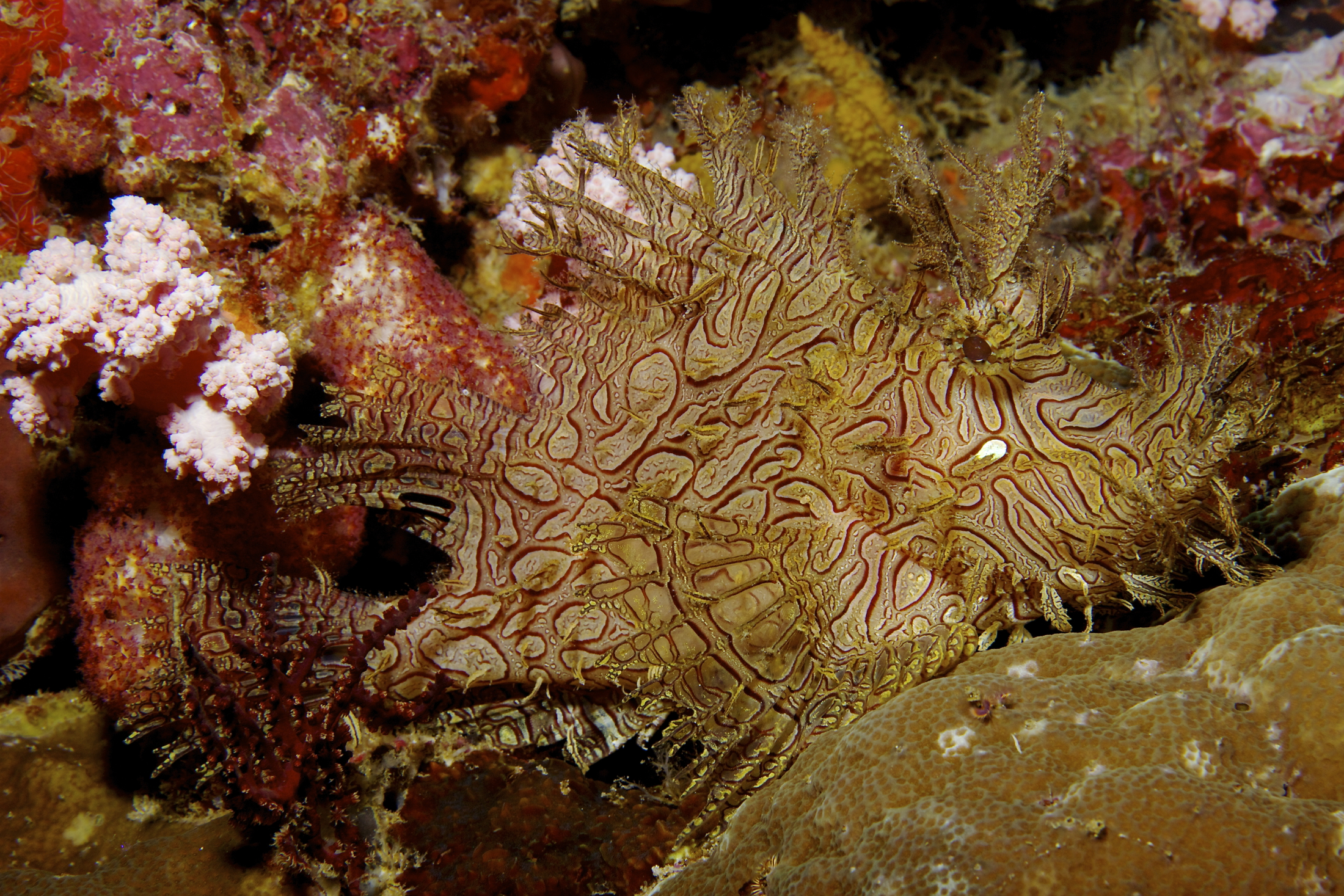
Rhinopias aphanes
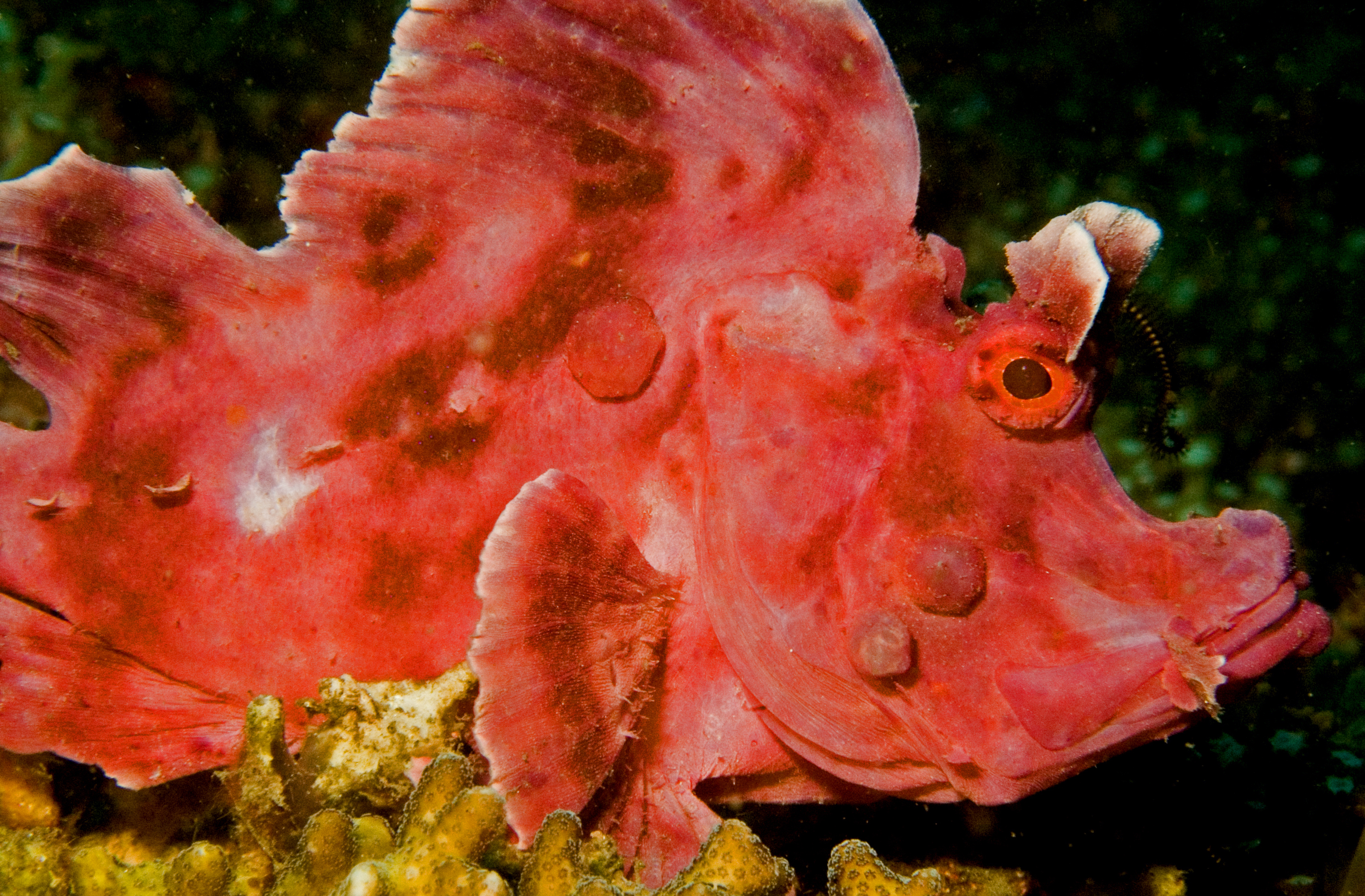
Rhinopias eschmeyeri
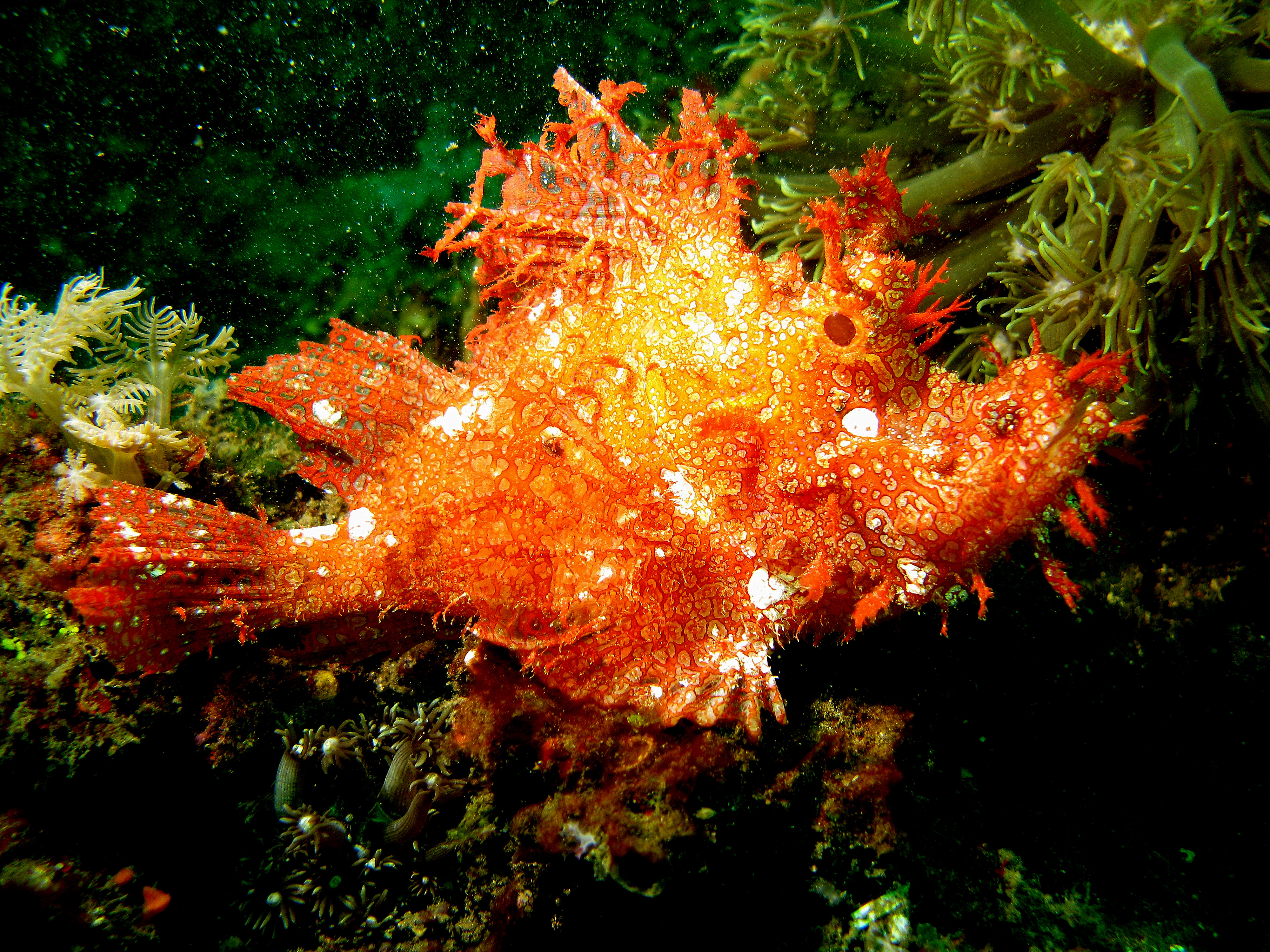
Rhinopias frondosa
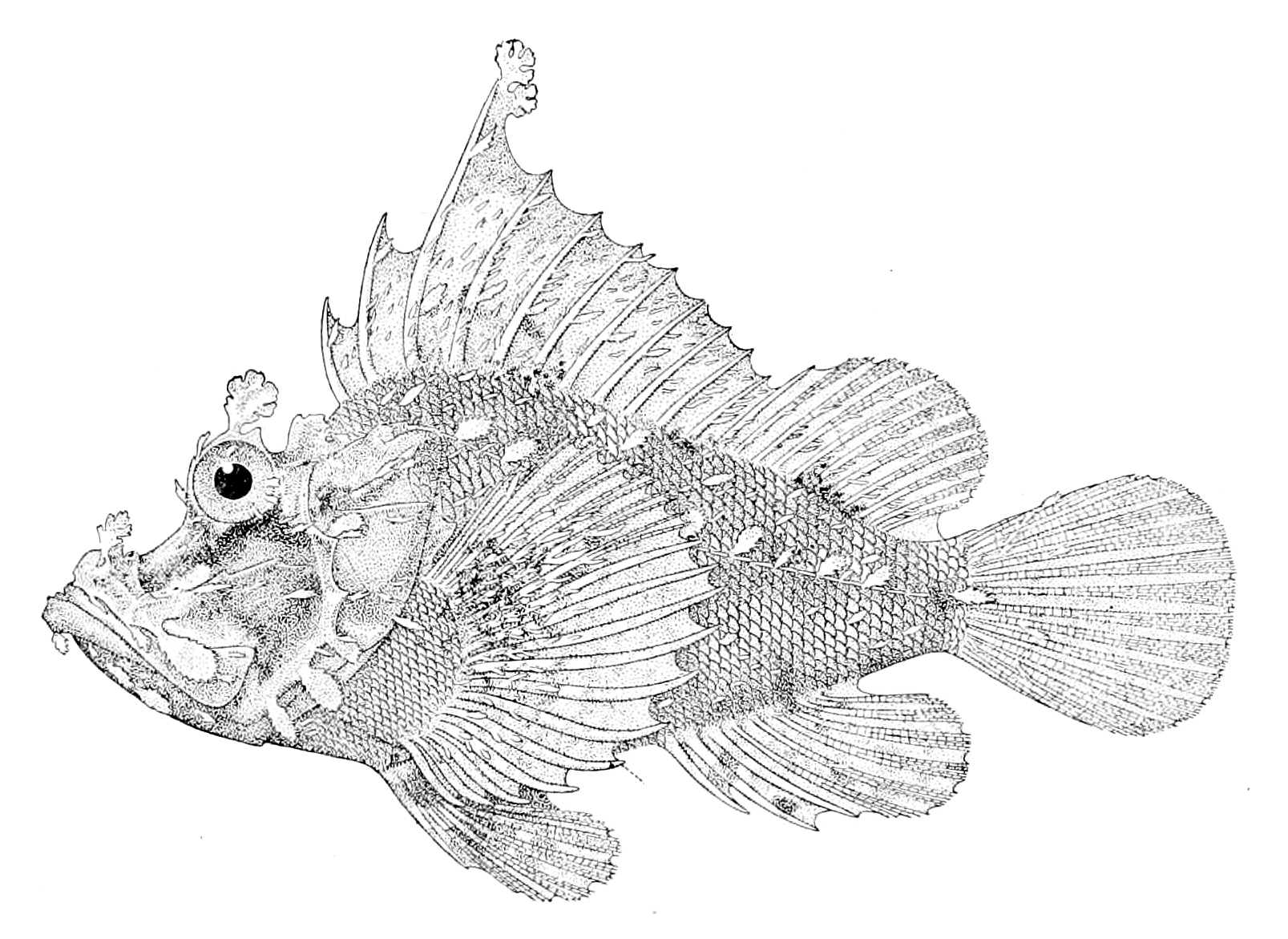
Rhinopias xenops